# Nobel-betegség
A Nobel-betegség, vagy nóbelitisz egy közkeletű kifejezés, amivel azt a jelenséget írják le, amikor Nobel-díjasok furcsa vagy tudománytalanul hangzó ötletekkel állnak elő életük későbbi szakaszában. Ezt a jelenséget a legtöbbször azzal magyarázzák, hogy a díj elnyerése után a díjazottak feljogosítva érzik magukat arra, hogy olyan témában is megnyilvánuljanak, amely nem a szakterületük. Mindazonáltal az, hogy a Nobel-díjasok esetében gyakoribb lenne ez a jelenség, mint a nem díjnyerteseknél, nem igazolt. Paul Nurse, a 2001-es fiziológiai és orvostudományi Nobel-díj megosztott nyertese figyelmeztetett először arra: a későbbi nyertesek óvakodjanak attól, hogy azt gondolják, minden szakterületnek szakértői lettek, és hogy a díj mögé bújva nagy magabiztossággal fejtsék ki véleményüket gyakorlatilag bármiről.

## A fogalomról
Ugyan nem áll rendelkezésre megfelelő mennyiségű adat arról, hogy a Nobel-díjasok statisztikailag hajlamosabbak-e a kritikai gondolkodás hibáira, mint más tudósok, a jelenséget azért tartják számon, mert igazolja azt, hogy egy terület szaktekintélyének lenni nem jelenti automatikusan azt, hogy ez más területre is igaz; jelen esetben egész konkrétan azt mutatja meg, hogy bár a Nobel-díj önmagában a magas intelligenciának és a tudományos zsenialitásnak a jele, attól még az irracionalitást egyáltalán nem zárja ki.
A Nobel-betegség azt is bizonyítja, hogy a díjazottak egy részénél az általános elismertség érzése hajlamos megerősíteni a saját elfogódottságukat a szkepticizmusukkal szemben.

## Példák
- Charles Richet, aki 1913-ban nyerte el a fiziológiai és orvostudományi Nobel-díjat az anafilaxia területér elért eredményeiért, hitt a hatodik érzékben, a paranormális jelenségekben, a szellemekben és a vízkereső varázsvesszők hatásosságában.
- 1954-ben kémiai Nobel-díjat, majd 1962-ben Nobel-békedíjat nyert Linus Pauling. Mintegy egy évtizeddel az első díja elnyerése előtt vesebetegséggel diagnosztizálták, amit vitaminkiegészítőkkel gyógyítottak az orvosok. Pauling azt állította, hogy ez drámaian javította az egészségi állapotát, ezért később elkezdte hangoztatni, hogy a nagy dózisú C-vitamin rengeteg betegség, köztük a megfázás megelőzésére is tökéletes. Ő maga is napi szinten fogyasztott az ajánlott beviteli értéknél nagyobb, akár 120-szoros dózisú C-vitamint. Később a skizofrénia gyógyításában nevezte azt eredményesnek, valamint a rákbetegek életének meghosszabbítását is ehhez kötötte. Egyik állítását sem bizonyítja azonban a modern orvostudomány.
- William Shockley, aki a tranzisztor feltalálásáért kapta meg a díjat 1956-ban, a fajelméletet és az eugenikát hirdette.
- James Watson, aki Francis Crick és Maurice Wilkins kutatótársa volt, és 1962-ben a DNS felfedezéséért kapott díjat, hosszú évtizedeken át hangoztatta, hogy az afroamerikai emberek genetikailag kevésbé intelligensek, mint a fehérek; továbbá hogy a trópusokon nagyobb intenzitású napfény és az ennek következtében magasabb melaninszint miatt a feketéknek nagyobb a promiszkuitása.
- Nikolaas Tinbergen, aki 1973-ban nyerte el az orvosi Nobel-díjat, az állatvilágban megfigyelhető egyéni és társas viselkedésekkel kapcsolatosan, már a köszönőbeszédében előadta elméletét arról, hogy az autista gyerekek állapotáért az anyák a felelősek.[8]
- A szintén 1973-ban nyertes Brian Josephson fizikai Nobel-díjat kapott, a Josephson-effektus felfedezéséért. Ő maga számos megkérdőjelezhető vagy tudományosan kifogásolható megnyilatkozást tett, többek között a homeopátia terén a víz emlékezetével kapcsolatosan, illetve hogy a transzcendentális meditáció segíthet a tudattalanba lefojtott traumatikus emlékek felszínre hozásában, továbbá hitt abban is, hogy az emberek telepátia útján képesek egymással kommunikálni.
- Kary Mullis 1993-ban nyerte el a kémiai Nobel-díjat, a polimeráz-láncreakció felfedezéséért. Mullis nem értett el azzal a tudományosan igazolt ténnyel, hogy az AIDS-et a HIV-vírus okozza, azt állította ugyanis, hogy a vírus alig fedezhető fel a beteg emberek szervezetében. Kételkedett továbbá abban is, hogy a globális klímaváltozáshoz bármi köze lenne az emberi tevékenységnek. Önéletrajzi könyvében kifejtette, hogy hisz az asztrológiában, és leírta egy találkozását egy fluoreszkáló, beszélő mosómedvével, aki szerinte egy földönkívüli lény volt.
- Luc Montagnier volt az egyik tudós, aki 1980-ban felfedezte a HIV-vírust, és ezért 2008-ban orvosi Nobel-díjat kapott. 2009-ben egy általa alapított, szakmai tényellenőrzést egyáltalán nem végző lapban Montagnier azt írta, hogy olyan oldatok, amelyek tartalmazzák az örökítőanyagát különféle kórokozóknak, alacsony frekvenciájú rádióhullámokat bocsáthatnak ki, amelyek a közeli vízmolekulákat nanostruktúrákba tudják rendezni. Állítása szerint a víz azután is képes megtartani ezeket a tulajdonságokat, hogy jelentős mértékben felhígították, még azután is, hogy az eredeti örökítőanyag lényegében eltűnik, így a víz képes "emlékezni" arra az anyagra, ami korábban benne volt. Ez az elmélet rendkívüli hasonlóságot mutat a homeopátia elméletével.[9] Később olyan állításokat is tett, hogy az örökítőanyagot ily módon át lehet "teleportálni" egy tiszta vizet tartalmazó kémcsőbe, pusztán rádióhullámokkal. Mindezt a kvantumelmélettel magyarázta. Továbbá támogatója volt annak a tudományosan cáfolt elméletnek is, miszerint az oltások autizmust okoznának, és hogy az autizmus pusztán antibiotikum-terápiával gyógyítható.

## Lásd még
- Argumentum ad verecundiam
- Dunning–Kruger-hatás
- Ne supra crepidam

## Forráshivatkozások
1. ↑  David Robson: The Intelligence Trap: Why Smart People Make Dumb Mistakes.  2019–08–06.  ISBN 978-0-393-65143-0 Hozzáférés: 2024. május 14.
2. ↑  Luc Montagnier and the Nobel Disease | Science-Based Medicine (amerikai angol nyelven). sciencebasedmedicine.org, 2012. június 4. (Hozzáférés: 2024. május 14.)
3. ↑  High dose vitamin C and cancer: Has Linus Pauling been vindicated? | Science-Based Medicine (amerikai angol nyelven). sciencebasedmedicine.org, 2008. augusztus 18. (Hozzáférés: 2024. május 14.)
4. ↑  https://www.ncbi.nlm.nih.gov/pmc/articles/PMC5891410
5. ↑  Paul Krugman Now Has Nobel Disease (angol nyelven). American Council on Science and Health, 2016. december 18. (Hozzáférés: 2024. május 14.)
6. ↑  https://www.independent.co.uk/voices/comment/attention-nobel-prize-winners-advice-someone-who-s-already-won-8874646.html
7. ↑  kreidler, Marc: The Nobel Disease: When Intelligence Fails to Protect against Irrationality | Skeptical Inquirer (amerikai angol nyelven), 2020. május 4. (Hozzáférés: 2024. május 14.)
8. ↑  Folstein, Susan (1977. február 1.). „Genetic influences and infantile autism”. Nature 265, 726–728. o. DOI:10.1038/265726a0. ISSN 0028-0836.
9. ↑  The Montagnier “Homeopathy” Study | Science-Based Medicine (amerikai angol nyelven). sciencebasedmedicine.org, 2009. október 20. (Hozzáférés: 2024. május 16.)